# N. D. Wilson
N.D. Wilson, nome d'arte di Nathan David Wilson, (Moscow, 1978) è uno scrittore statunitense conosciuto soprattutto per essere l'autore di numerosi romanzi per giovani adulti..

## Biografia
Wilson è il figlio di Douglas Wilson, ministro calvinista, e della scrittrice Nancy Wilson. 
Nel corso del sesto anno di studi, Wilson decise di voler diventare uno scrittore, ma non scrisse alcun lavoro fino a qualche anno più tardi. Wilson si è diplomato presso il New Saint Andrews College nel 1999 ed ha studiato teologia presso la Liberty University dal 1999 al 2000. Nel 2001 ha conseguito la laurea in arti liberali presso il St. John's College.
Durante i suoi studi universitari, Wilson ha cominciato a lavorare seriamente per scrivere libri fantastici per bambini.
Wilson ha iniziato ad insegnare al New Saint Andrews College come professore aggiunto nel 2001. Nel 2005, è stato nominato Fellow of Literature al college. In quello stesso anno Wilson annunciò alla rivista Books & Culture che aveva fatto quasi duplicato l'immagine della Sindone di Torino esponendo la biancheria scura al sole per dieci giorni sotto un foglio di vetro sul quale era stata posata una maschera dipinta Questo annuncio gli provocò alcune critiche."

### Vita privata
Wilson è sposato con Heather ed ha cinque figli.
Nel 2017 Wilson si è sottoposto ad un intervento chirurgico per rimuovere un tumore al cervello.

## Opere

### Libri
La trilogia "100 Cupboards", pubblicata da Yearling, narra la storia di Henry York, un ragazzo che trova la strada verso altri mondi attraverso gli armadi situati nella soffitta della casa di suo zio. I diritti cinematografici della trilogia sono stati acquistati dalla Beloved Pictures.
Ll primo volume di un'altra serie di Wilson, "The Ashtown Burials", è stato distribuito nell'agosto 2011. The Dragon's Tooth è la storia di tre fratelli orfani (Cyrus, Antigone e Daniel), che si trovano coinvolti in una società segreta di esploratori dopo che il motel dei loro genitori viene bruciato. La serie è composta da cinque romanzi

### Serie100 Cupboards
- The Door Before (2017)
- Le cento porte (100 Cupboards) (2007)
- Dandelion Fire (2009)
- The Chestnut King (2011)

### SerieAshtown burials
- The Dragon's Tooth (2011)
- The Drowned Vault (2012)
- Empire of Bones (2013)

### Libri per bambini
- Leepike Ridge (2007)
- Boys of Blur (2014)
- Outlaws of Time: The Legend of Sam Miracle (2016)

### Christian Apologetics
- Notes from the Tilt-A-Whirl
- Death by Living

### Parodie
- Right Behind: a parody of last days goofiness (2001)
- Supergeddon: a really big Geddon (2003)

### Libri di immagini
- The Dragon and the Garden (2007)
- In the Time of Noah (2007)
- Hello Ninja (2013)
- Ninja Boy Goes to School (2014)
- Blah Blah Black Sheep (2014)

### Textbooks
- The Rhetoric Companion (2011) - con Douglas Wilson

## Filmografia

### Film
Un film "bookumentary", adattamento di Notes from the Tilt-a-Whirl e narrato da Wilson, venne distribuito su DVD nel 2011.
Nel 2010 Wilson venne contattato per scrivere una sceneggiatura dal romanzo Il grande divorzio di C. S. Lewis. Il film che doveva essere realizzato nel 2013, è ancora in fase di sviluppo.
Nel 2016 Wilson ha scritto e diretto un film intitolato The River Thief ed interpretato da Joel Courtney.

### Regista
- Hootie - cortometraggio (2010)
- The Hound of Heaven - cortometraggio (2014)
- The River Thief (2016)

### Sceneggiatore
- Hootie, regia di N.D. Wilson - cortometraggio (2010)
- Mercy Rule, regia di Darren Doane (2014)
- The Hound of Heaven, regia di N.D. Wilson - cortometraggio (2014)
- The River Thief, regia di N.D. Wilson (2016)

### Produttore
- Notes from the Tilt-a-Whirl, regia di Aaron Rench - documentario (2011)
- The River Thief, regia di N.D. Wilson (2016)

#### Produttore esecutivo
- Collision: Christopher Hitchens vs. Douglas Wilson, regia di Darren Doane - documentario (2009)